# Gosse
Gosse es una comarca (en occitano parçan) de Gascuña, en Occitania, en el sur de la Francia, concretamente en la región de Aquitania, en el departamento de Landas, distrito (arrondissement) de Dax.
Su capital histórica es Saint-Martin-de-Hinx (en occitano Sent Martin de Hins) en el cantón de Saint-Vincent-de-Tyrosse.
Se compone de los municipios (comunas) de: Biaudos, Biarrotte, Josse, Orx, Saint-Jean-de-Marsacq, Saint-Laurent-de-Gosse, Sainte-Marie-de-Gosse, Saint-Martin-de-Hinx y Saubrigues.

## Límites
- Al norte con Maremne.
- Al este con País de Orthe.
- Al Sur con Vasconia (Labort y el enclave de Sames, en Baja Navarra).
- Al Oeste con Seignanx.

- Datos: Q3373458